# Offranville
 Offranville  es una población y comuna francesa, en la región de Alta Normandía, departamento de Sena Marítimo, en el distrito de Dieppe y cantón de Offranville.

## Demografía
| 1962 | 2040 | 2236 | 2930 | 3059 | 3470 | 3162 |
| Para los censos de 1962 a 1999 la población legal corresponde a la población sin duplicidades (Fuente: INSEE [Consultar]) |      |      |      |      |      |      |